# Lalao Ravaonirina
Lalao Robine Ravaonirina (* 8. November 1963) ist eine ehemalige madagassische Leichtathletin, die sich auf den Sprint spezialisiert hat. Sie ist Inhaberin des madagassischen Landesrekordes im 100-Meter-Lauf und gewann mehrere Medaillen auf kontinentaler Ebene.

## Sportliche Laufbahn
Erste internationale Erfahrungen sammelte Lalao Ravaonirina vermutlich im Jahr 1988, als sie bei den Afrikameisterschaften in Annaba in 11,54 s die Bronzemedaille im 100-Meter-Lauf hinter den Nigerianerinnen Mary Onyali-Omagbemi und Falilat Ogunkoya gewann. Im Jahr darauf startete sie im 60-Meter-Lauf bei den Hallenweltmeisterschaften in Budapest und schied dort mit 7,55 s in der ersten Runde aus. Im August gewann sie bei den Afrikameisterschaften in Lagos in 23,94 s die Bronzemedaille im 200-Meter-Lauf hinter den Nigerianerinnen Onyali-Omagbemi und Ogunkoya. Zudem gewann sie bei den Spielen der Frankophonie in Casablanca in 11,35 s die Bronzemedaille über 100 Meter hinter den Französinnen Laurence Bily und Patricia Girard und über 200 Meter musste sie sich in 23,26 s nur der Französin Marie-José Pérec geschlagen geben. 1991 schied sie bei den Hallenweltmeisterschaften in Sevilla mit 7,47 s im Halbfinale über 60 Meter aus und im August erreichte sie bei den Weltmeisterschaften in Tokio das Viertelfinale über 100 Meter, in dem sie mit 11,81 s ausschied. Zudem gewann sie bei den Afrikaspielen in Kairo in 45,96 s gemeinsam mit Mamy Razafimanantsoa, Hanitriniaina Rakotondrabé und Nicole Ramalalanirina die Bronzemedaille mit der madagassischen 4-mal-100-Meter-Staffel hinter den Teams aus Nigeria und der Elfenbeinküste. Im Jahr darauf gewann sie auch bei den Afrikameisterschaften in Belle Vue Maurel in 45,38 s gemeinsam mit Monica Rahanitraniriana, Hanitriniaina Rakotondrabé und Nicole Ramalalanirina die Bronzemedaille hinter Südafrika und Nigeria. Im August schied sie bei den Olympischen Sommerspielen in Barcelona mit 11,74 s in der ersten Runde über 100 Meter aus und erreichte im 200-Meter-Lauf das Viertelfinale, in dem sie mit 23,63 s ausschied. Ende September wurde sie beim IAAF World Cup in Havanna in 44,21 s Dritte mit der afrikanischen 4-mal-100-Meter-Staffel. 
1993 gewann sie bei den Afrikameisterschaften in Durban in 44,93 s gemeinsam mit Hanitriniaina Rakotondrabé, Nicole Ramalalanirina und Lantoniaina Ramalalanirina die Silbermedaille hinter dem nigerianischen Team. Im Jahr darauf gewann sie bei den Spielen der Frankophonie in Bondoufle in 11,67 s die Bronzemedaille über 100 Meter hinter den Französinnen Patricia Girard und Odiah Sidibé und mit der Staffel sicherte sie sich in 45,22 s die Bronzemedaille hinter den Teams aus Frankreich und Kanada. 1995 belegte sie bei den Hallenweltmeisterschaften in Barcelona in 7,28 s den achten Platz über 60 Meter und im Jahr darauf startete sie mit der Staffel bei den Olympischen Sommerspielen in Atlanta und kam dort im Vorlauf nicht ins Ziel. 1997 gewann sie bei den Spielen der Frankophonie in Antananarivo in 11,66 s erneut die Bronzemedaille über 100 Meter hinter ihrer Landsfrau Hanitriniaina Rakotondrabé und Georgette Nkoma aus Kamerun. Zudem siegte sie in 44,45 s in der 4-mal-100-Meter-Staffel. 1998 belegte sie bei den Afrikameisterschaften in Dakar in 11,66 s den siebten Platz über 100 Meter und mit der Staffel gewann sie in 43,89 s gemeinsam mit Hanitriniaina Rakotondrabé, Ony Paule Ratsimbazafy und Rosa Rakotozafy die Silbermedaille hinter dem Team aus Nigeria gewann. Daraufhin beendete sie ihre aktive sportliche Karriere im Alter von 34 Jahren.
In den Jahren 1987 und 1989 wurde Ravaonirina madagassische Meisterin im 100- und 200-Meter-Lauf.

## Persönliche Bestzeiten
- 100 Meter: 11,32 s (+1,9 m/s), 6. Juli 1991 in Limoges (madagassischer Rekord)
  - 60 Meter (Halle): 7,21 s, 10. März 1995 in Barcelona (madagassischer Rekord)
- 200 Meter: 23,26 s, 1989 in Casablanca